# Borg (Familienname)
Borg ist der Familienname folgender Personen:
- Åke Borg (1901–1973), schwedischer Schwimmer
- Alex Borg (* 1969), maltesischer Snooker- und Poolbillardspieler
- Anders Borg (* 1968), schwedischer Wirtschaftswissenschaftler und Politiker
- Andy Borg (Künstlername von Adolf Andreas Meyer, * 1960), österreichischer Schlagersänger
- Anita Borg (1949–2003), amerikanische Informatikerin und Frauenrechtlerin
- Anna Borg (* 1971), schwedische Managerin
- Anthony Borg Barthet (* 1947), maltesischer Jurist und Richter am Europäischen Gerichtshof
- Arne Borg (1901–1987), schwedischer Schwimmer
- Barbara Borg (* 1960), deutsche Klassische Archäologin
- Benny Borg (* 1945), schwedischer Sänger
- Björn Borg (Schwimmer) (1919–2009), schwedischer Schwimmer
- Björn Borg (* 1956), schwedischer Tennisspieler
- Brenda Borg (* 1997), maltesische Fußballspielerin
- Brita Borg (1926–2010), schwedische Sängerin und Schauspielerin
- Brooke Borg (* 1992), maltesische Sängerin
- Camilla Lindholm Borg (* 1974), schwedische Triathletin
- Carl Friedrich von der Borg (1794–1848), deutsch-estnischer Dichter, Herausgeber und Übersetzer russischer Literatur
- Carl Oscar Borg (1879–1947), US-amerikanischer Maler
- Christabelle Borg (* 1992), maltesische Sängerin und Songwriterin
- Clemens von Lilien-Borg (1776–1852), deutscher Gutsbesitzer und Politiker
- Diane Borg (* 1990), maltesische Sprinterin
- Dominique Borg (1945–2022), französische Kostümbildnerin
- Elsi Borg (1893–1958), finnische Architektin, Grafikerin und Designerin
- Flula Borg (* 1982), deutscher YouTuber, DJ und Schauspieler
- Folke Borg (1892–1950), schwedischer Zoologe
- Freddy Borg (* 1983), schwedischer Fußballspieler
- Gerard James Borg, maltesischer Popmusik-Textdichter
- Göran Borg (1913–1997), schwedischer Mathematiker
- Ġorġ Borg Olivier (1911–1980), maltesischer Politiker
- Gregor Borg (* 1957), deutscher Geologe
- Gunnar Borg (1927–2020), schwedischer Psychologe und Psychophysiker; gilt als Erfinder der Perceptometrie
- Hasse Borg (* 1953), schwedischer Fußballspieler
- Ian Borg (* 1986), maltesischer Politiker
- Inga Borg (1925–2017), schwedische Schriftstellerin und Illustratorin
- Jákup á Borg (* 1979), färöischer Fußballspieler
- Jean Borg (* 1998), maltesischer Fußballspieler
- Jóhannes á Borg (1883–1968), isländischer Ringer, Zirkuskünstler und Hotelier
- John Borg (Botaniker) (1873–1945), maltesischer Botaniker
- John Borg (Fußballspieler) (* 1980), englischer Fußballspieler
- Joseph Borġ (* 1952), maltesischer Politiker und EU-Kommissar
- Jurgen Borg (* 1994), maltesischer Fußballtorhüter
- Karoline Borg (* 1990), US-amerikanisch-norwegische Handballspielerin
- Kim Borg (1919–2000), finnischer Opernsänger
- Leo Borg (* 2003), schwedischer Tennisspieler
- Lovella May Borg (1936–2023), US-amerikanische Jazz-Musikerin, siehe Carla Bley
- Lylou Borg (* 2005), französische Handballspielerin
- Marcus Borg (1942–2015), US-amerikanischer Theologe
- Margit Borg (* 1969), schwedische Badmintonspielerin
- Marius Borg Høiby (* 1997), ältester Sohn der Kronprinzessin von Norwegen
- Mathias Borg (* 1991), schwedischer Badmintonspieler
- Michael Borg-Laufs (* 1962), deutscher Psychotherapeut und Wissenschaftler
- Myriam Borg-Korfanty (* 1978), französische Handballspielerin
- Omar Borg (* 1980), maltesischer Fußballspieler
- Oscar Borg (1851–1930), norwegischer Komponist, Dirigent, Organist und Flötist
- Pär Aron Borg (1776–1839), schwedischer Pädagoge und Pionier der Blinden- und Gehörlosenpädagogik
- Peter Borg (* 1980), grönländischer Politiker
- Reginald Le Borg (1902–1989), österreichisch-amerikanischer Filmregisseur
- Richard Borg (* 1948), US-amerikanischer Spieleautor
- Richard Lucien Borg (1957–2013), deutscher Geschäftsmann und Kommunalpolitiker
- Robert Borg (1913–2005), US-amerikanischer Dressurreiter
- Sheila Borg (1941–2006), österreichische Schlagersängerin
- Stefan Borg (* 1954), schwedischer literarischer Übersetzer und Verleger
- Steve Borg, siehe Stefan Kriegeskorte (* 1950), deutscher Bassist (bis 1996 BAP)
- Steve Borg (* 1988), maltesischer Fußballspieler
- Tawfik Borg (* 1933), ägyptischer Arabist
- Tobias Borg (* 1993), schwedischer Basketballspieler
- Tonio Borg (* 1957), maltesischer Politiker und Außenminister
- Uwe Borg (* 1942), deutscher Sachverständiger für Kraft- und Arbeitsmaschinen und Autor
- Veda Ann Borg (1915–1973), US-amerikanische Schauspielerin